# Isaak Arnstein
Isaak Aaron Arnstein (geboren 1682; gestorben 1744) war ein deutsch-österreichischer Bankier und Hoffaktor in  Wien.
Er kam 1705 aus Arnstein bei Würzburg nach Wien und trat in die Dienste des kaiserlichen Hoffaktors, Oberrabbiners Samson Wertheimer.
Sein Enkel Nathan Adam Arnstein (1748–1838), Sohn von Adam Isaak Arnstein (1721–1785), ehelichte Franziska Vögele Itzig, die Tochter des Berliner Bankiers Daniel Itzig.